# Pelitköy, Burhaniye
Pelitköy là một thị trấn thuộc huyện Burhaniye, tỉnh Balıkesir, Thổ Nhĩ Kỳ. Dân số thời điểm năm 2010 là 2.186 người.